# Oxymacaria goniota
Oxymacaria goniota là một loài bướm đêm trong họ Geometridae.